# Sigrid Hoerner
Sigrid Hoerner (* in Köln) ist eine deutsche Regisseurin und Filmproduzentin.

## Filmografie (Auswahl)

### Als Regisseurin
- 2013: Miss Sixty

### Als Produzentin
- 2010: Rammbock
- 2008: 10 Sekunden
- 2005: Im Schwitzkasten